# Mask (альбом)
Mask — второй студийный альбом английской готик-рок-группы Bauhaus, вышедший на лейбле Beggars Banquet Records в октябре 1981 года.

## Об альбоме
Работая над Mask, группа существенно развила готическое звучание своего предыдущего альбома, за счёт использования клавишных инструментов, акустической гитары и саксофона в таких песнях, как «The Passion of Lovers», «Kick in the Eye» и других. Обложка альбома была нарисована гитаристом Bauhaus Дэниелом Эшем.

## Отзывы
Современные музыкальные критики оценили альбом положительно. Рецензент Allmusic Нэд Рэггет заметил, что Mask «возможно, даже лучше, чем почти безупречный дебютный альбом группы». К такому же выводу пришёл и критик Webcuts Music, оценив Mask на 10 звёзд из 10 возможных.

## Список композиций
Слова и музыка всех песен — принадлежит группе Bauhaus.
| №   | Название                      | Длительность |
| --- | ----------------------------- | ------------ |
| 1.  | «Hair of the Dog»             | 2:43         |
| 2.  | «The Passion of Lovers»       | 3:53         |
| 3.  | «Of Lilies and Remains»       | 3:18         |
| 4.  | «Dancing»                     | 2:29         |
| 5.  | «Hollow Hills»                | 4:47         |
| 6.  | «Kick in the Eye»             | 3:39         |
| 7.  | «In Fear of Fear»             | 2:58         |
| 8.  | «Muscle in Plastic»           | 2:51         |
| 9.  | «The Man with the X-Ray Eyes» | 3:05         |
| 10. | «Mask»                        | 4:36         |

| №   | Название                                          | Длительность |
| --- | ------------------------------------------------- | ------------ |
| 11. | «In Fear of Dub»                                  | 2:55         |
| 12. | «Earwax»                                          | 3:15         |
| 13. | «Harry»                                           | 2:47         |
| 14. | «David Jay/Peter Murphy/Kevin Haskins/Daniel Ash» | 6:37         |
| 15. | «Satori»                                          | 4:36         |

## Участники записи
- Питер Мёрфи — вокал, гитара
- Дэниел Эш — электрогитара
- Дэвид Джей — бас-гитара
- Кевин Хаскинс — ударная установка